# Parlamentsvalget i Grækenland 2009
Grækenlands første parlamentsvalg i 2009 blev afholdt 4. oktober 2009. Ved valget skulle der vælges 300 repræsentanter til Grækenlands parlament. Valgets store vinder var Georgios Papandreou, som efter valget kunne danne regering og blev premierminister.

## Valgresultater
| Parti                           | Leder                 | Stemmer   | Mandater | +/- |
| ------------------------------- | --------------------- | --------- | -------- | --- |
| PASOK                           | Georgios Papandreou   | 3.012.373 | 160      | +58 |
| Nyt Demokrati                   | Kostas Karamanlis     | 2.295.967 | 91       | -61 |
| Grækenlands Kommunistiske Parti | Aleka Papariga        | 517.154   | 21       | -1  |
| Folkelig Ortodoks Samling       | Georgios Karatzaferis | 386.152   | 15       | +5  |
| SYRIZA                          | Alexis Tsipras        | 315.627   | 12       | -1  |
| Totalt                          | Totalt                | 7.044.479 | 300      | -   |

Notat: Kun de repræsenterede partier er medtaget i listen.
| Valg | Spire Denne valgsartikel er en spire som bør udbygges. Du er velkommen til at hjælpe Wikipedia ved at udvide den. |